# Gumbass

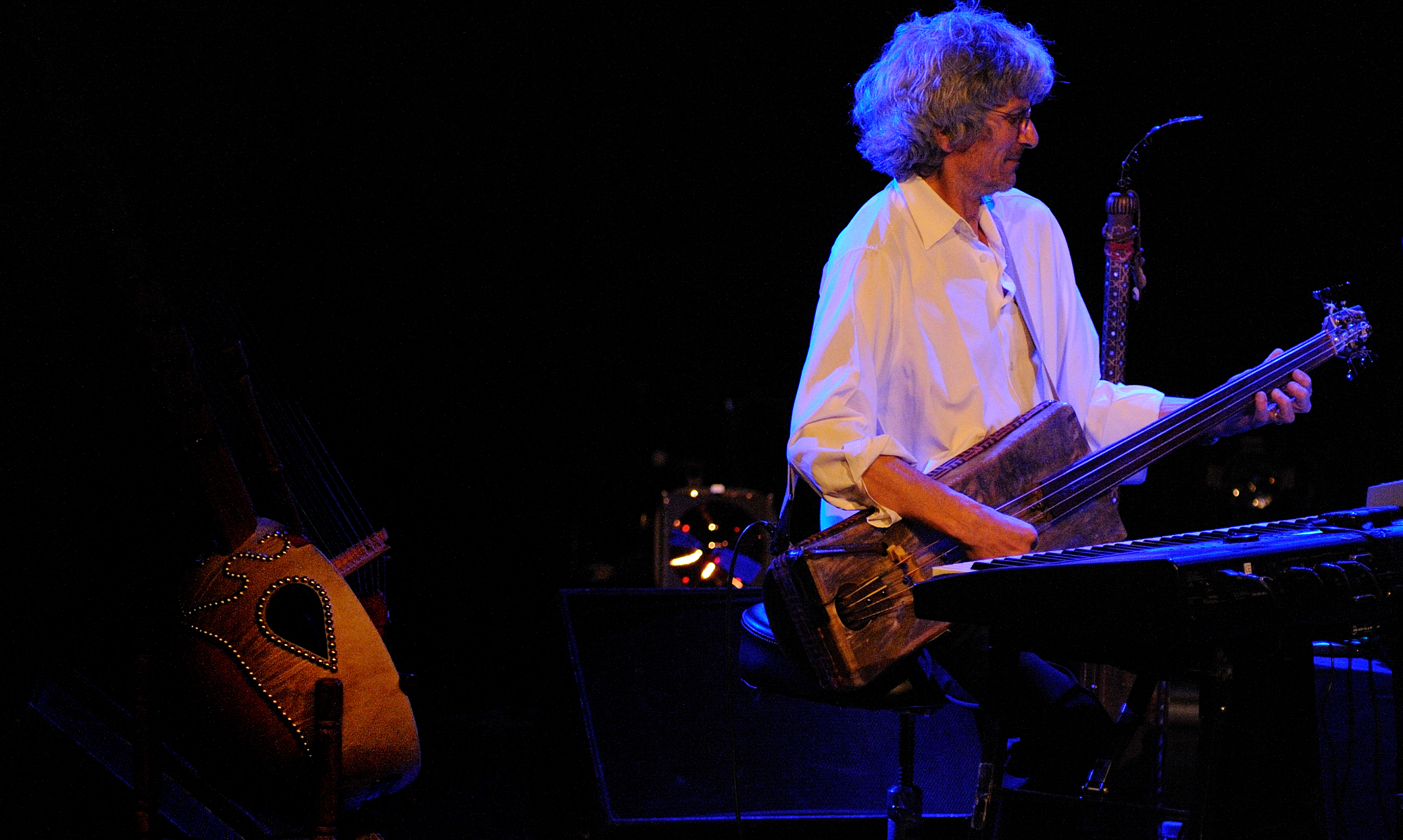
Loy Ehrlich spielt Gumbass

Der Gumbass ist eine in den 1970er Jahren von Loy Ehrlich entwickelte Kastenhalslaute, die aus dem Korpus einer marokkanischen Gimbri und aus dem Hals eines E-Bass besteht.

## Bauform
Der Gumbass hat einen rechteckigen Korpus, der mit ungegerbter Tierhaut überzogen ist. Im Unterschied zur Gimbri hat der Gumbass normalerweise vier statt drei Saiten, weil der Gumbass häufig von westlichen Instrumentalisten gespielt wird. Die Stimmung ist dementsprechend die eines viersaitigen Basses E, A, D, G.
Der Gumbass verfügt nicht über Tonabnehmer und wird, wenn überhaupt, per Mikrophon verstärkt. Der Korpus kann auch für Trommelschläge verwendet werden.

## Musiker
Der Erfinder Loy Ehrlich der Musikgruppe Hadouk Trio ist der bekannteste Gumbassspieler. Der Gumbass wird auch von Straßenmusikern eingesetzt.